# Bum Tở
Bum Tở là một xã thuộc huyện Mường Tè, tỉnh Lai Châu, Việt Nam.
Xã có diện tích 135,77 km², dân số năm 1999 là 2800 người, mật độ dân số đạt 21 người/km².
Xã này được thành lập theo Quyết định Số: 24/HĐBT Ngày 13 Tháng 2 năm 1987 về việc điều chỉnh địa giới hành chính một số xã, thị trấn của các huyện Điện Biên và Mường Tè thuộc tỉnh Lai Châu. Quyết định này chia xã Bum Tở cũ thành hai đơn vị hành chính lấy tên là xã Bum Tở và thị trấn Mường Tè (thị trấn huyện lỵ huyện Mường Tè).
- Xã Bum Tở có 9.488 hécta diện tích tự nhiên với 1.996 nhân khẩu. Địa giới xã Bum Tở ở phía đông giáp xã Bum Nưa và thị trấn Mường Tè; phía tây giáp xã Nậm Khao; phía nam giáp các xã Kan Hồ và Tà Tổng; phía bắc giáp các xã Pa ủ và Pa Vệ Sủ.
- Thị trấn Mường Tè có 628 hécta diện tích tự nhiên với 1. 752 nhân khẩu. Địa giới thị trấn Mường Tè ở phía đông giáp xã Bum Nưa; phía tây và phía bắc giáp xã Bum Tở; phía nam giáp các xã Bum Tở và Bum Nưa.

Bun Tở cùng với thị trấn Mường Tè và xã Bum Nưa, xưa đều có chung một tên gọi bản địa (thổ âm) là Mường Bẩm (hay Mương Bum, hoặc Mường Boum).
Đầu thế kỷ XX, thời Pháp thuộc, Bum Tở nằm trong khu Mường Boum châu Quỳnh Nhai tỉnh Lai Châu xứ Bắc Kỳ, Liên bang Đông Dương thuộc Pháp. Khu Mường Boum châu Quỳnh Nhai khi đó gồm các xã: Ban Nam Cao (扳南高, nay thuộc xã Hua Bum), Ta Tung (馱蹤, tức Ta Leng Po, nay thuộc Hua Bum), Ban Na Trát (扳那扎, nay thuộc Bum Nưa), Mường Boum, Mường Mò (猛摸, nay là Mường Mô).